# 赫希漢德山
47°17′52″N 8°58′41″E / 47.29778°N 8.97806°E
赫希漢德山（Höchhand），是瑞士的山峰，位於該國東北部，由聖加侖州負責管轄，屬於阿彭策爾阿爾卑斯山脈的一部分，海拔高度1,314米，每年平均降雨量1,954毫米。